# Kevon Lambert
Kevon Lambert (Parroquia de Clarendon, Jamaica, 22 de marzo de 1997) es un futbolista jamaicano. Juega de centrocampista y su equipo es el Louisville City FC de la USL Championship.

## Trayectoria
Comenzó su carrera en 2016 por el Montego Bay United FC.
En agosto de 2017 fichó por el Phoenix Rising FC de la USL Championship esatdounidense.

## Selección nacional
En categorías inferiores, disputó el Campeonato Sub-20 de la Concacaf de 2017.
Debutó con la selección de Jamaica el 16 de febrero de 2017 ante Honduras en un amistoso.

### Participaciones en Copa Oro de la Concacaf
| Copa                            | Sede                    | Resultado   |
| ------------------------------- | ----------------------- | ----------- |
| Copa de Oro de la Concacaf 2017 | Estados Unidos          | Final       |
| Copa de Oro de la Concacaf 2019 | Concacaf                | Semifinales |
| Copa de Oro de la Concacaf 2023 | Estados Unidos · Canadá | Semifinales |

### Participaciones en Copas América
| Torneo            | Sede           | Resultado    | Partidos | Goles |
| ----------------- | -------------- | ------------ | -------- | ----- |
| Copa América 2024 | Estados Unidos | Primera fase | 0        | 0     |

## Estadísticas
Actualizado al último partido disputado el 11 de junio de 2023.
| Club                          | Div.          | Temporada     | Liga  | Liga  | Copas nacionales | Copas nacionales | Copas internacionales | Copas internacionales | Total | Total |
| Club                          | Div.          | Temporada     | Part. | Goles | Part.            | Goles            | Part.                 | Goles                 | Part. | Goles |
| ----------------------------- | ------------- | ------------- | ----- | ----- | ---------------- | ---------------- | --------------------- | --------------------- | ----- | ----- |
| Montego Bay United Jamaica    | 1.ª           | 2016-17       | 12    | 0     | —                | —                | —                     | —                     | 12    | 0     |
| Montego Bay United Jamaica    | Total club    | Total club    | 12    | 0     | 0                | 0                | 0                     | 0                     | 12    | 0     |
| Phoenix Rising Estados Unidos | 2.ª           | 2017          | 10    | 1     | 0                | 0                | —                     | —                     | 10    | 1     |
| Phoenix Rising Estados Unidos | 2.ª           | 2018          | 32    | 3     | 0                | 0                | —                     | —                     | 32    | 3     |
| Phoenix Rising Estados Unidos | 2.ª           | 2019          | 28    | 4     | 1                | 0                | —                     | —                     | 29    | 4     |
| Phoenix Rising Estados Unidos | 2.ª           | 2020          | 17    | 1     | 0                | 0                | —                     | —                     | 17    | 1     |
| Phoenix Rising Estados Unidos | 2.ª           | 2021          | 30    | 2     | 0                | 0                | —                     | —                     | 30    | 2     |
| Phoenix Rising Estados Unidos | 2.ª           | 2022          | 26    | 3     | 1                | 0                | —                     | —                     | 27    | 3     |
| Phoenix Rising Estados Unidos | 2.ª           | 2023          | 13    | 1     | 1                | 0                | —                     | —                     | 14    | 1     |
| Phoenix Rising Estados Unidos | Total club    | Total club    | 156   | 15    | 3                | 0                | 0                     | 0                     | 159   | 15    |
| Total carrera                 | Total carrera | Total carrera | 168   | 15    | 3                | 0                | 0                     | 0                     | 171   | 15    |